# Roppentzwiller
Roppentzwiller (en alsacià Roppezwiller) és un municipi francès, situat a la regió del Gran Est, al departament de l'Alt Rin. L'any 2005 tenia 892 habitants. Està situat entre els municipis de Waldighofen i Durmenach dins el Sundgau.

## Demografia
| 1962 | 1968 | 1975 | 1982 | 1990 | 1999 |
| ---- | ---- | ---- | ---- | ---- | ---- |
| 583  | 623  | 624  | 708  | 736  | 665  |

## Administració
| Període | Identitat        | Partit |
| ------- | ---------------- | ------ |
| 2001-   | Emmanuel Kettela |        |